# Hasan Abu Al-Huda
Hasan Abu Al-Huda (1872 - 1940) foi um político que serviu como primeiro-ministro da Transjordânia duas vezes em 1923 a 1924 e, mais tarde, de 1926 a 1931. Ele foi também Ministro das Finanças de 1924 a 1926.